# Zuid (Surinam)
Zuid – miasto oraz okręg (ressorten) w dystrykcie Para, w Surinamie. Według danych na rok 2012 miasto zamieszkiwało 6113 osób, a gęstość zaludnienia wyniosła 6,7 os./km².

## Demografia
Ludność historyczna:
| Rok                           | 2004  | 2012  |
| ----------------------------- | ----- | ----- |
| Ludność                       | 4403  | 6113  |
| Gęstość zaludnienia os./km²   | 4,8   | 6,7   |
| Roczna zmiana liczby ludności | +4,2% | +4,2% |

## Klimat
Klimat jest tropikalny. Średnia temperatura wynosi 23°C. Najcieplejszym miesiącem jest listopad (24°C), a najzimniejszym miesiącem jest styczeń (22°C). Średnie opady wynoszą 2492 milimetrów rocznie. Najbardziej wilgotnym miesiącem jest maj (404 milimetry deszczu), a najbardziej suchym miesiącem jest wrzesień (86 milimetrów).